# Clelia Matania
Clelia Matania, född 18 september 1918 i London, död 14 oktober 1981 i Rom, var en italiensk skådespelerska.

## Roller i urval
- 1951 – Quo Vadis
- 1954 – Fest i Neapel
- 1954 – Gatflickan i societen
- 1956 – Krig och fred
- 1957 – Sol och vår i Monte Carlo
- 1958 – Anna från Brooklyn
- 1961 – Nilens drottning
- 1962 – Hemligt uppdrag i Atén
- 1969 – Santa Vittorias hemlighet
- 1973 – Lord Nelson och Emma Hamilton
- 1973 – Rösten från andra sidan